# Amor virtual (canção)
"Amor Virtual" é uma canção interpretada pela atriz e cantora mexicana Lucero. Foi lançado como o terceiro single do álbum Indispensable no dia 14 de Outubro de 2010 pela Siente Music.

## Informações
"Amor Virtual" é uma canção com duração de três minutos e sete segundo e foi escrita por Lucero em parceria com Karla Aponte, César Lemos e Ernesto Fernández. De acordo com a artista, a canção fala sobre quando uma pessoa quer que seu parceiro te mande mensagens pelo celular, ou te mande tweets, ou chame pelo Skype e etc. A canção cita vários nomes de redes sociais e softwares de comunicação como Skype, You Tube, Twitter e Facebook.

## Lançamentos
A canção foi lançada em download digital pelo iTunes no dia 14 de Outubro de 2010 e no álbum Indispensable em 21 de Setembro de 2010.

## Interpretações ao vivo
Lucero interpretou a canção no evento Jalisco En Vivo em Setembro de 2011, juntamente como "Indispensable" e "Esta Vez la Primera Soy Yo".

## Formato e duração
- Download digital[4]

1. "Amor Virtual" – 3:07

## Charts
| Chart (2010) | Posição |
| ------------ | ------- |
| Costa Rica   | 8       |

## Histórico de lançamentos
| País   | Data                  | Formato          | Gravadora    | Ref.  |
| ------ | --------------------- | ---------------- | ------------ | ----- |
| México | 14 de Outubro de 2010 | Download digital | Siente Music | [ 4 ] |